# Elçin Əlizadə
Elçin Əlizadə –también escrito como Elchin Alizade– (Bakú) es un deportista azerbaiyano que compitió en boxeo.
Ganó una medalla de plata en el Campeonato Mundial de Boxeo Aficionado de 2005 y una medalla de bronce en el Campeonato Europeo de Boxeo Aficionado de 2006, ambas en el peso pesado.

## Palmarés internacional
| Campeonato Mundial | Campeonato Mundial | Campeonato Mundial | Campeonato Mundial |
| Año                | Lugar              | Medalla            | Categoría          |
| ------------------ | ------------------ | ------------------ | ------------------ |
| 2005               | Mianyang (China)   | Medalla de plata   | 91 kg              |
| Campeonato Europeo |                    |                    |                    |
| Año                | Lugar              | Medalla            | Categoría          |
| 2006               | Plovdiv (Bulgaria) | Medalla de bronce  | 91 kg              |